# Rádio Poty
Rádio Poty foi uma emissora de rádio brasileira sediada em Teresina, capital do estado do Piauí. Operava no dial AM, na frequência 610 kHz, e fazia parte do conjunto de veículos da família do jornalista Hélder Feitosa, que incluíam também o jornal O Estado e a rádio Poty FM.

## História
A concessão para operar a frequência de amplitude modulada foi obtida em 1981 com um consórcio formado por Odilon Carvalho de Almendra Freitas, Antonio de Almendra Freitas Neto e Hugo Napoleão do Rego Neto, formado pelo empresário piauiense Hélder Feitosa, dono do Jornal O Estado, do grupo O Estado. O nome da rádio foi dado em homenagem ao Rio Poti (à época, grafava-se Poty), que corta a capital.
Em 1985, Feitosa consegue colocar a Rádio Poty FM 94,1 MHz no ar, também do Grupo O Estado. Com isso, as duas emissoras, com instalações na Avenida Centenário, na Zona Norte de Teresina, ficavam junto à gráfica do jornal.
Porém, o empresário Hélder Feitosa foi assassinado a tiros em Teresina em 1987, em um crime sem solução até hoje. Os parentes do empresário morto assumem o controle das rádios e do jornal.
Em seguida, os parentes anunciam toda a venda dos veículos do Grupo O Estado, que mais tarde seriam adquiridos pelo empresário Paulo Guimarães, que os incorporou ao Sistema Meio Norte de Comunicação.
O jornal O Estado passou a ter a denominação de Jornal Meio Norte. A Rádio Poty FM virou Rádio 94 FM, que repetiu o sinal da Jovem Pan FM, virou Rede Brasil Sat, passou pela Rede Aleluia, da Igreja Universal do Reino de Deus e hoje se chama Boa FM, com programação popular/jovem. A Rádio Poty AM, no entanto, saiu do ar em 1992, mesmo com a concessão renovada em 1991. Anos depois, a concessão da emissora foi reaproveitada pelo grupo na migração das rádios AM para FM, e em 3 de janeiro de 2017, estreou no dial FM em 89,5 MHz a Cocais FM.